# 北見中継局
北見中継局（きたみちゅうけいきょく）は、北海道北見市大正の緑ヶ丘にあるテレビとFMラジオの中継局である。ここでは、2008年6月1日に開局し2022年2月11日に閉局したコミュニティFM放送「FMオホーツク」の送信所、AMラジオに関しても紹介。同じ北見市内の北見若葉中継局・常呂中継局・留辺蘂中継局、北見仁頃中継局は各項目を参照。

## 概要
北海道オホーツク総合振興局庁舎は網走市に置かれているが、最大都市は北見市である。NHK北見放送局は北見市内にあり、かつて自局制作を行っていたHBC北見放送局（局舎があったが、番組制作は旭川放送局に移管され、現在は取材・送信業務の目的としてFMオホーツクのあったビルに移転）、現在もごくわずかに自局制作を行っているSTV北見放送局（住友生命ビル内）も北見市に存在するが、親局となる送信所はいずれも網走市の天都山に置かれている。北見市内でも親局を受信できないことはないが、距離が離れているため、電波が弱まる。これを改善するために設置された。
NHK北見放送局は、アナログテレビ・FMラジオ・AMラジオについては、網走市の親局を「北見送信所」としているため、中継局名を「新北見中継局」（送信施設の名称としてはNHK新北見テレビ中継放送所）としているが、ここでは便宜上「北見中継局」として記述する。

なお、地上デジタル放送の中継局については、民放に合わせ、「北見中継局」と称しているが、FMラジオ・AMラジオは「新北見中継局」のままである。
なお、2007年10月1日の地上デジタル放送の道内エリア拡大および2011年11月11日のテレビ北海道（TVh）中継局設置に際しては前述の事情を考慮し、網走親局と同時開局となったが、FM NORTH WAVE（NORTHWAVE）のみ中継局を設置していない。TVhはアナログでは開局しないことが確定したものの、デジタル新局として2011年11月11日に開局で、既に2007年10月1日の放送開始から運用している在札民放4局共同使用の中継局施設に相乗りする。

## 放送送信施設

### 地上デジタルテレビジョン放送
| リモコン キーID | 放送局名             | 物理 チャンネル | 空中線電力 | ERP  | 放送対象地域 | 放送区域 内世帯数 | 開局日          |
| --------------- | -------------------- | --------------- | ---------- | ---- | ------------ | ----------------- | --------------- |
| 1               | HBC 北海道放送       | 32              | 50W        | 410W | 北海道       | 約4万9600世帯     | 2007年 10月1日  |
| 2               | NHK 北見教育         | 23              | 50W        | 390W | 全国放送     | 約4万9600世帯     | 2007年 10月1日  |
| 3               | NHK 北見総合         | 30              | 50W        | 390W | オホーツク圏 | 約4万9600世帯     | 2007年 10月1日  |
| 5               | STV 札幌テレビ放送   | 29              | 50W        | 430W | 北海道       | 約4万9600世帯     | 2007年 10月1日  |
| 6               | HTB 北海道テレビ放送 | 31              | 50W        | 430W | 北海道       | 約4万9600世帯     | 2007年 10月1日  |
| 7               | TVh テレビ北海道     | 25              | 50W        | 420W | 北海道       | 約5万1400世帯     | 2011年 11月11日 |
| 8               | UHB 北海道文化放送   | 33              | 50W        | 420W | 北海道       | 約4万9600世帯     | 2007年 10月1日  |

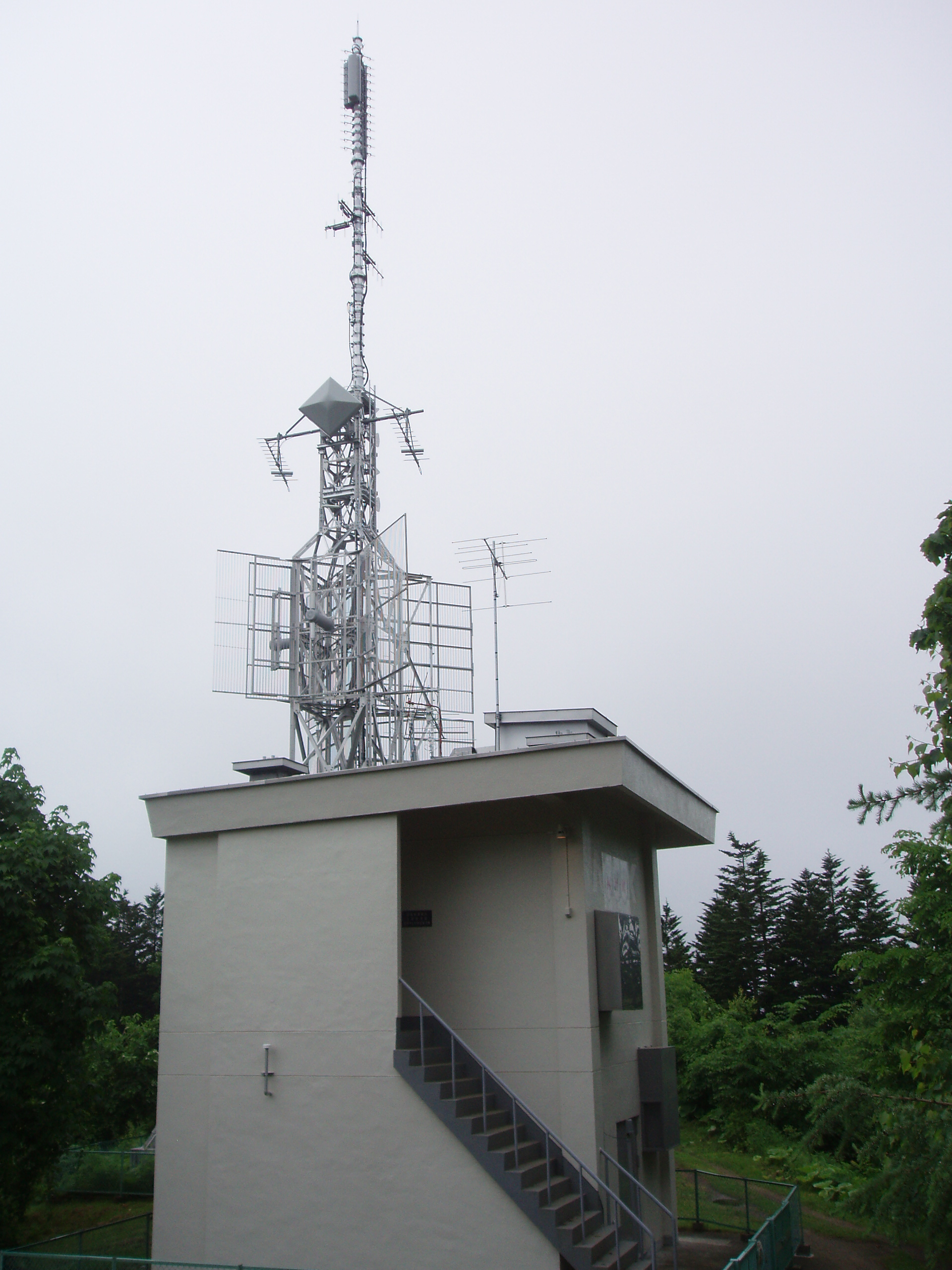
NHK北見放送局
（デジタル・FM込み）

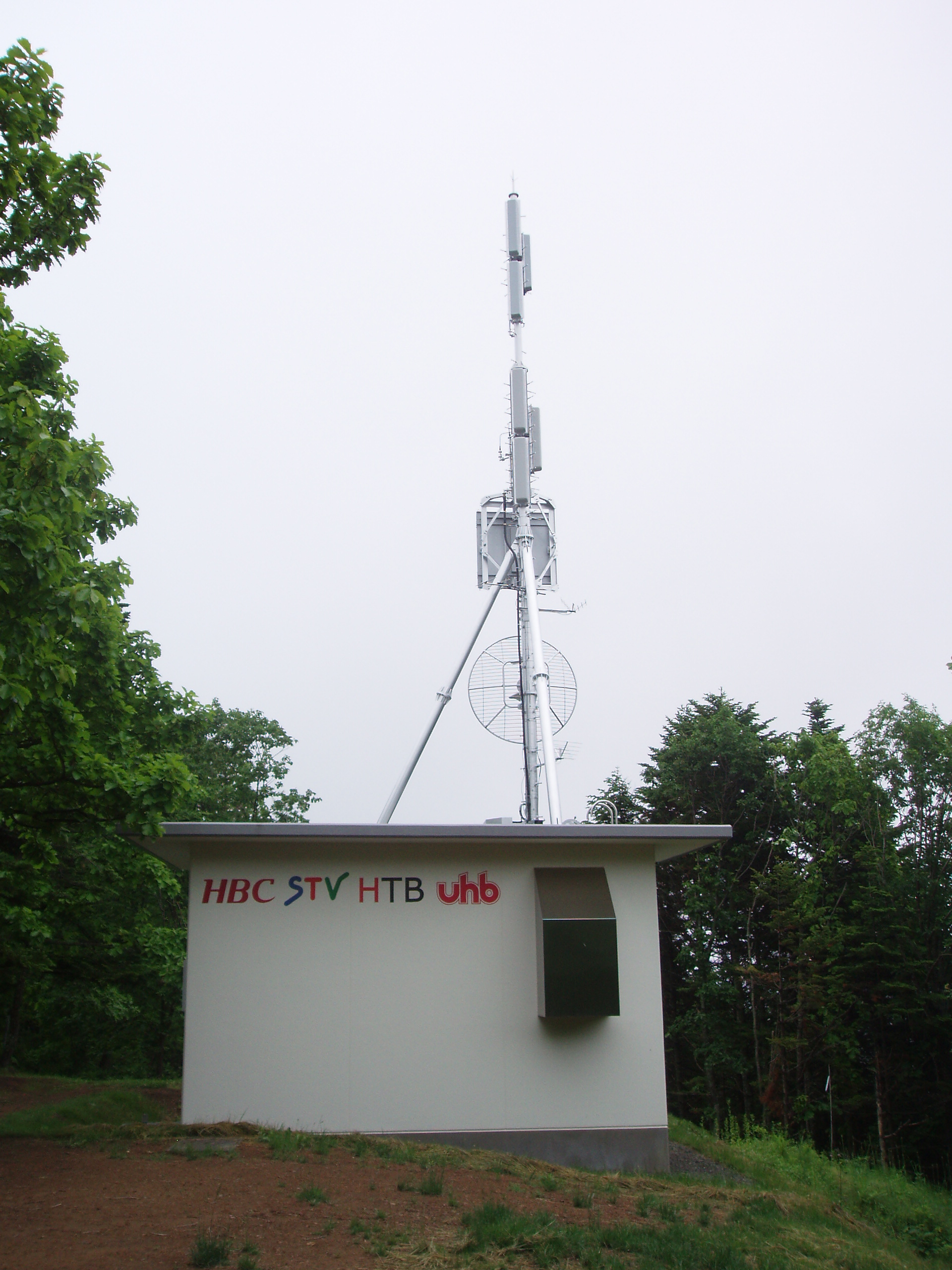
在札民放デジタル施設

- TVhを除く各局は、2007年7月26日に予備免許交付、NHK北見で8月13日から、TVhを除く在札民放で8月28日からそれぞれ試験放送開始、9月26日に本免許交付、10月1日から本放送開始。
- TVhは、網走送信所と共に、2011年6月1日に予備免許交付、10月28日に試験放送開始、11月11日に本免許交付[8]、同日から本放送開始[5][6]。
- 放送エリアは、北見市（旧常呂郡常呂町域を除く）と常呂郡訓子府町のそれぞれ一部地域。

### 地上アナログテレビジョン放送
| チャンネル      | 放送局名             | 空中線電力         | ERP                  | 偏波面   | 放送対象地域 | 放送区域 内世帯数 |          |
| --------------- | -------------------- | ------------------ | -------------------- | -------- | ------------ | ----------------- | -------- |
| 2               | NHK 北見教育         | 映像75W/ 音声18.5W | 映像480W/ 音声120W   | 垂直偏波 | 全国放送     | 約4万9000世帯     |          |
| 7               | STV 札幌テレビ放送   | 映像75W/ 音声18.5W | 映像450W/ 音声110W   | 垂直偏波 | 北海道       | 約4万9000世帯     |          |
| 9               | NHK 北見総合         | 映像75W/ 音声18.5W | 映像420W/ 音声105W   | 垂直偏波 | オホーツク圏 | 約4万9000世帯     |          |
| 53              | HBC 北海道放送       | 映像500W/ 音声125W | 映像5kW/ 音声1.25kW  | 水平偏波 | 北海道       | 約4万9000世帯     |          |
| 59              | UHB 北海道文化放送   | 映像500W/ 音声125W | 映像4.8kW/ 音声1.2kW | 水平偏波 | 北海道       | 約4万9000世帯     |          |
| 61              | HTB 北海道テレビ放送 | 映像500W/ 音声125W | 映像4.9kW/ 音声1.2kW | 水平偏波 | 北海道       | 約4万9000世帯     |          |
| 57 （割当のみ） | TVh テレビ北海道     | 開局せず           | 開局せず             | 開局せず | 開局せず     | 開局せず          | 開局せず |

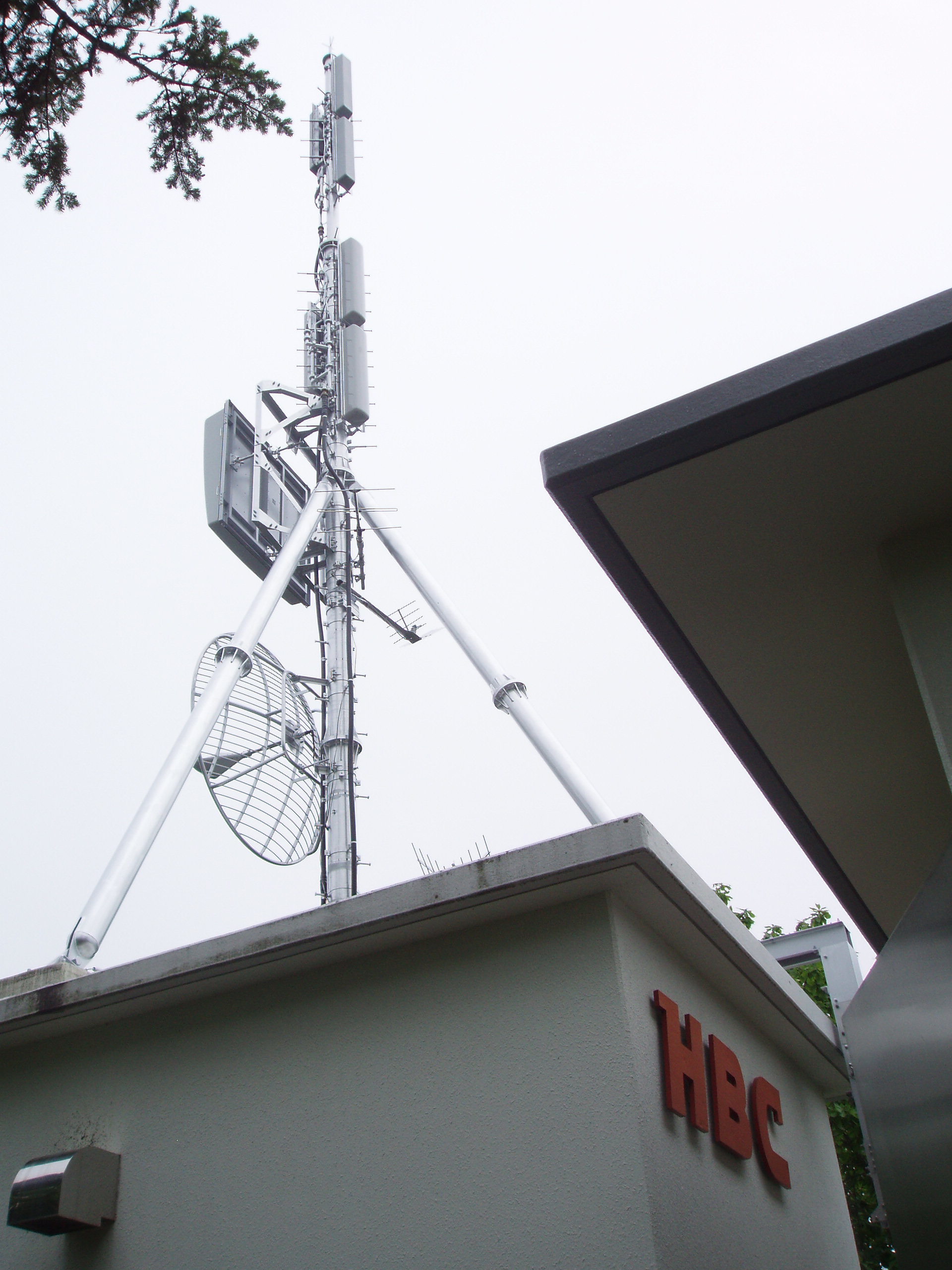
HBC
（在札民放デジタル施設後方）

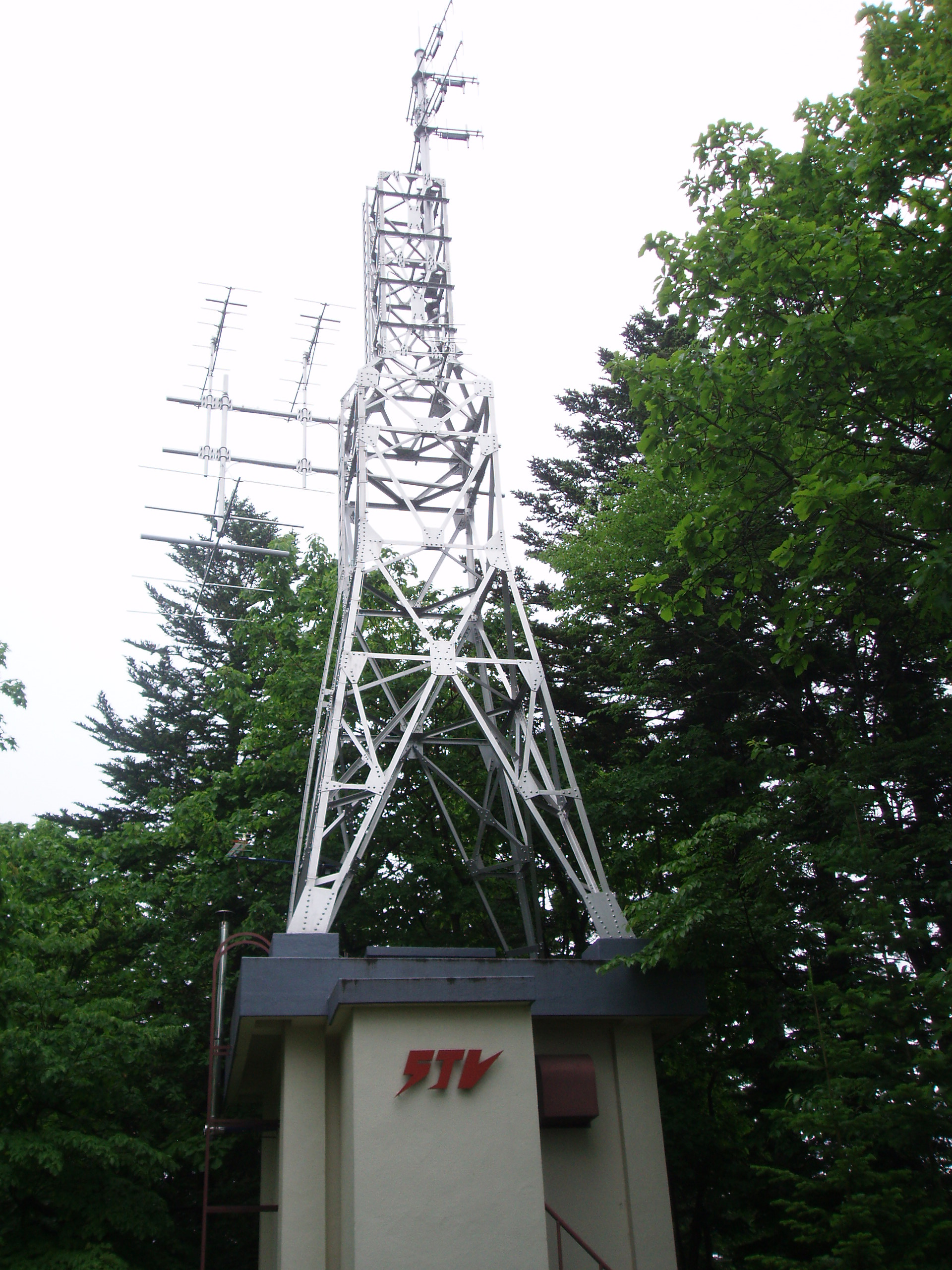
STV

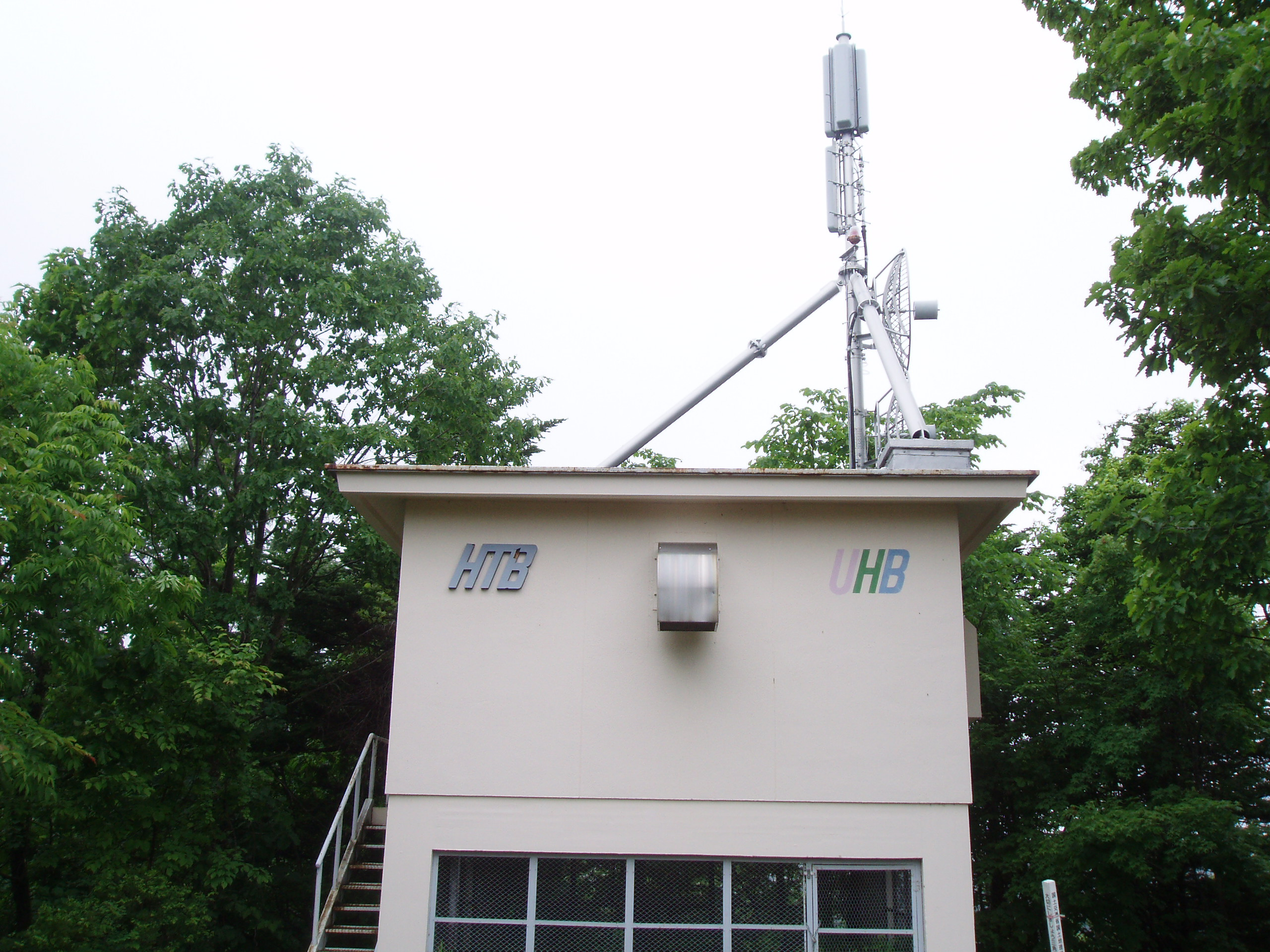
HTB・UHB

- 未開局のTVhを除く各局は、2011年7月24日に停波および廃局となった。

### FMラジオ放送
| 周波数 （MHz） | 放送局名     | コールサイン 及び呼出名称 | 空中線電力 | ERP    | 放送対象地域 | 放送区域 内世帯数                                    |
| -------------- | ------------ | ------------------------- | ---------- | ------ | ------------ | ---------------------------------------------------- |
| 82.7           | FMオホーツク | JOZZ1AY-FM                | 20W        | 71W    | 北見市       | 4万5911世帯 北見市全世帯 5万5293世帯の 約83%をカバー |
| 84.5           | NHK 北見FM   | 新北見中継局              | 100W       | 260W   | オホーツク圏 | 約-世帯                                              |
| 87.8           | AIR-G'       | 北見中継局                | 100W       | 260W   | 北海道       | 約-世帯                                              |
| 未割当         | NORTH WAVE   | 未開局                    | 未開局     | 未開局 | 未開局       | 未開局                                               |

- FMオホーツクは2022年2月11日を以て放送終了。スタジオ・送信所は北見市幸町のフヂサワビルに設置されていた（HBC北見放送局もこのビルの中にある）。他FM放送と同じ緑ヶ丘から送信するにはSTLが必要であるため、見送られた。余談だが、常呂町地区には中継局が設置されなかった。
- NORTH WAVEは、周波数が未割当で中継局が未設置。高性能アンテナ・高感度受信機の使用で札幌送信所（82.5MHz）が受信できることがあるが、FMオホーツクが混信する場合もあった。なお、radiko利用で放送自体は聴くことが出来る。また、FM補完中継局も未設置だが、NORTH WAVEと同様に札幌局が受信できる場合がある（近隣の放送局による混信の影響はない。）。

### AMラジオ放送
| 周波数 （kHz） | 放送局名         | コールサイン 及び呼出名称 | 空中線電力 | 放送対象地域 | 放送区域 内世帯数 |
| -------------- | ---------------- | ------------------------- | ---------- | ------------ | ----------------- |
| 801            | HBCラジオ 北見局 | JOQN                      | 100W       | 北海道       | -                 |
| 1485           | STVラジオ 北見局 | JOYS                      | 100W       | 北海道       | -                 |
| 1584           | NHK 北見第1      | 新北見中継局              | 100W       | オホーツク圏 | -                 |
| 未割当         | NHK 北見第2      | 未開局                    | 未開局     | 未開局       | 未開局            |

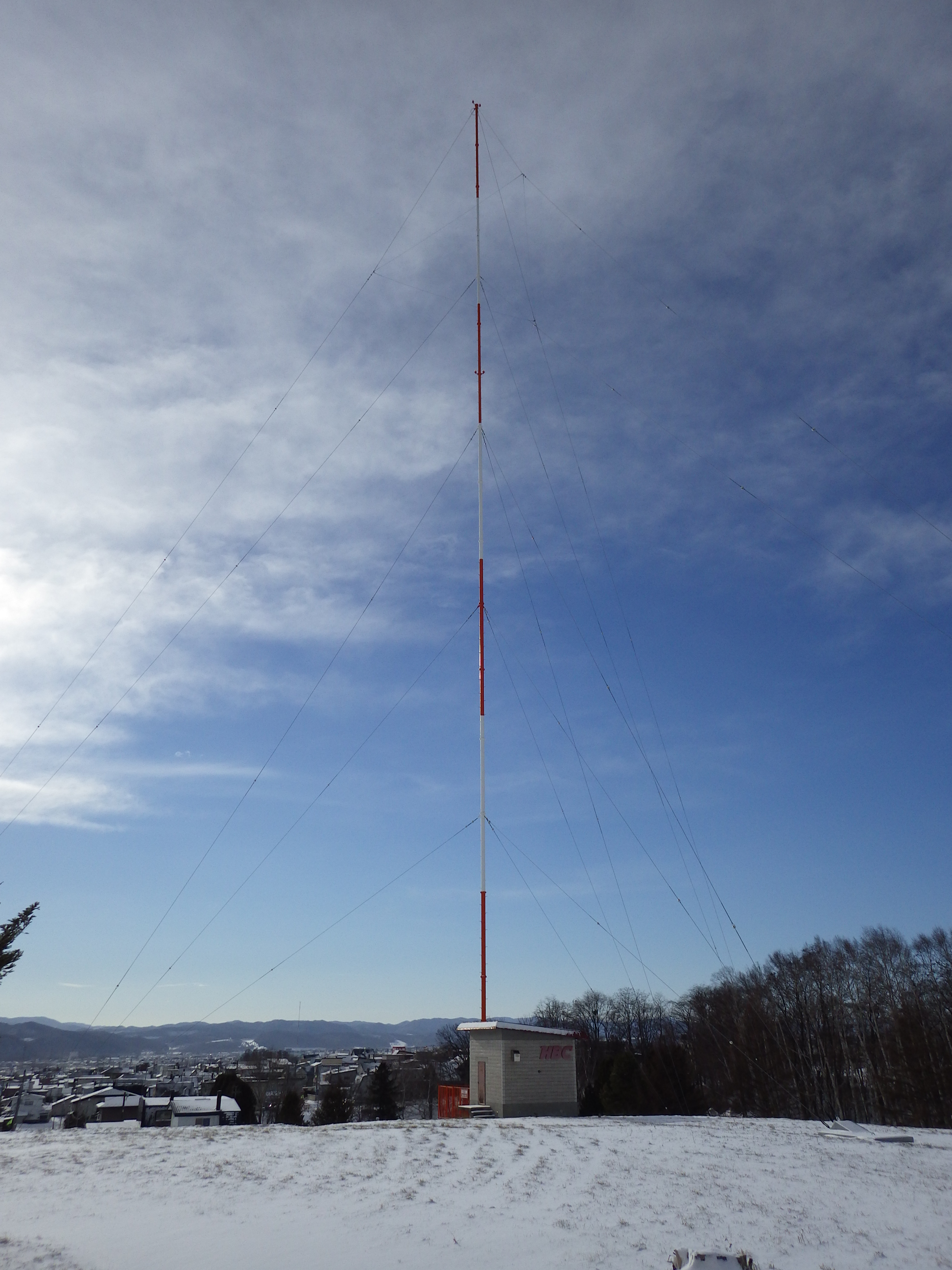
HBC北見ラジオ送信所
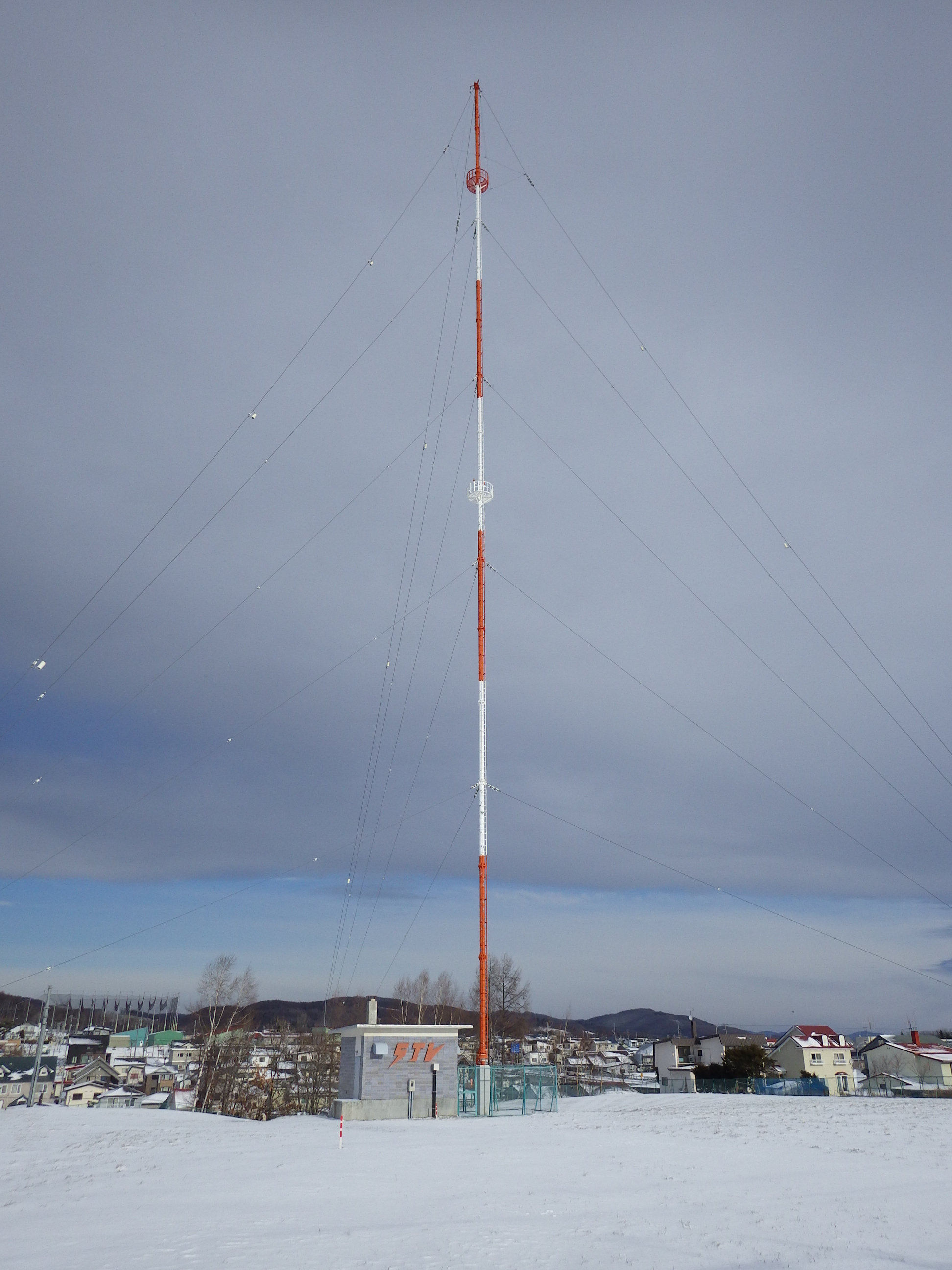
STVラジオ北見ラジオ局
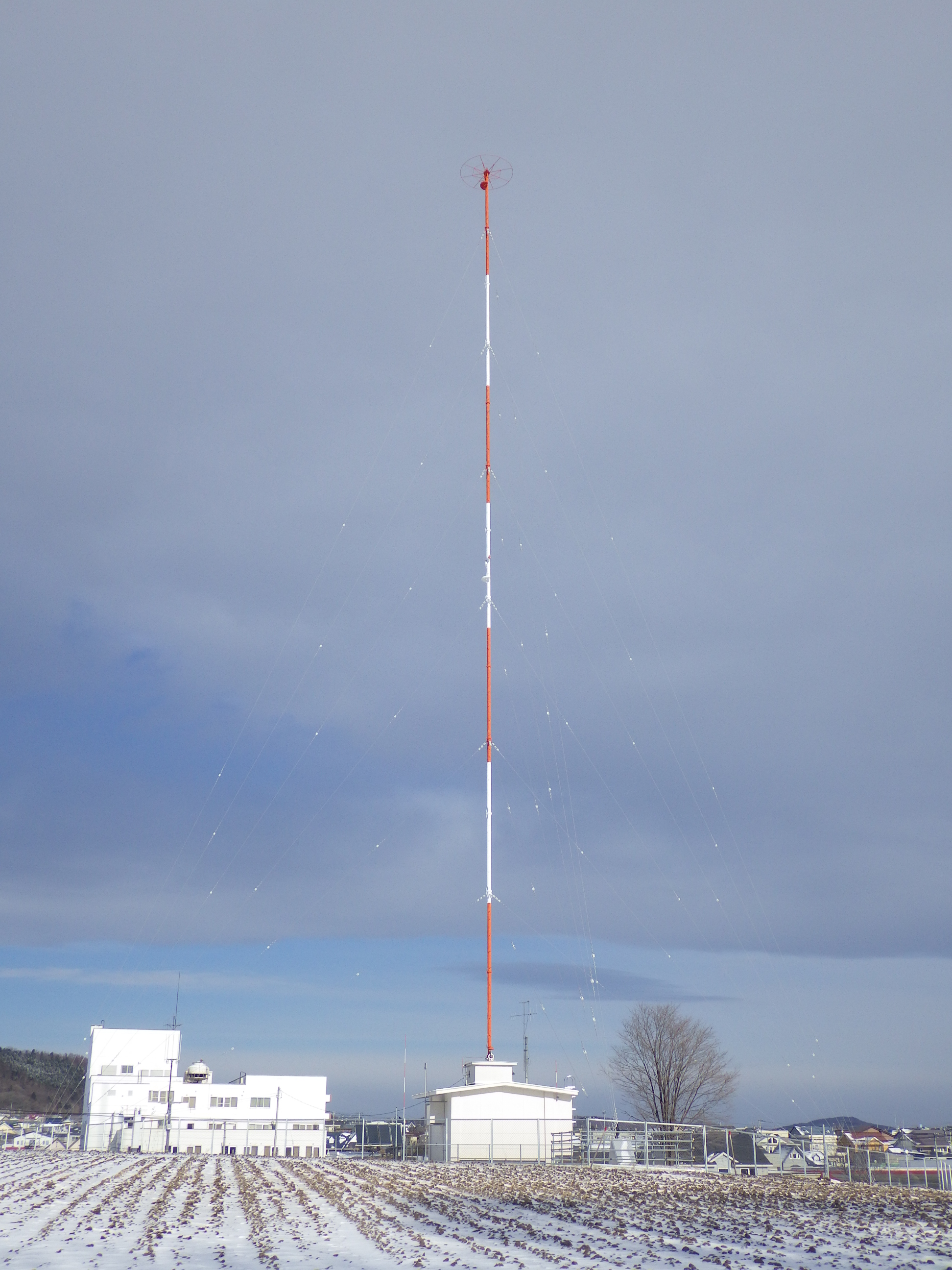
NHK新北見ラジオ放送局

- NHK北見第2は周波数の割り当てがなされていないため、中継局は設置されていない。なお、近隣の送信所は網走市呼人にある網走ラジオ放送所である。

## 備考

### 送信所について
- テレビ・FM中継局の所在地は、北見市大正707番地の緑ヶ丘。
- AMラジオ中継局の所在地はNHKが北見市北進町5丁目、HBCが北見市高栄東町4丁目、STVが北見市緑ヶ丘2丁目（いずれもテレビ局とは違う場所）。
- 偏波面は、アナログVHFテレビ局とFMラジオ局が「垂直偏波」、UHFテレビ局が「水平偏波」である。
- HBCアナログテレビ局は、当初はVHF11ch・垂直偏波で送信していたが、混信により1990年春までにUHF53chに切り替え。同時に設置場所も新築移転した（完成は1989年末。以降1990年春までVHF11ch・UHF53chのサイマル放送を行った。）。

以下の項目は画像にもあるとおり、
- NHK北見放送局はアナログ・デジタルテレビ、FMおよびAIR-G'の送信施設が設備されている。
  - AIR-G'は鉄塔がNHK北見放送局と共用で、局舎が単独。
- HBCはアナログ・デジタルテレビ、STV・HTB・UHB、2011年11月11日開局のTVhのデジタルテレビの送信施設が設備されている。
  - 局舎はアナログとデジタルで別々に作られているが、デジタル局舎はSTV・HTB・UHBと相乗りで、アナログ局舎の前に設置。2011年11月11日開局のTVhはどちらを使用しているか不明。
  - 鉄塔はアナログ・民放5局デジタル共用だが、上部にHBCアナログ、下部に民放5局のデジタルが設置されている。
- STVはアナログ単独の送信設備が設備されていた。
- HTBはアナログ単独の送信設備がUHBと共同で設備されていた。
  - HTBのロゴはアナログ中継局が1968年開局時のものを、デジタル中継局は2006年より現在使用中のものとなっているが、ダイナミックスクエアの部分は省略されている。
  - UHBのロゴはアナログ中継局が1972年開局時の「UHB」、デジタル中継局が1983年10月より使用している現在の「uhb」となっている。

そのTVhについては先述のとおり、2011年11月11日に開局。先に2007年10月1日に開局した在札民放4局が共同使用しているデジタル中継局内（但し、局舎は在札民放4局が共同使用しているデジタル中継局内か同局舎の後ろにあり、2011年7月24日に運用を終えた旧HBCアナログ中継局内のどちらか）に設置される。
そのため、STV単独およびHTB・UHB共同設置のアナログ中継局は2011年7月24日の停波をもって運用を終えた。

### 未開局
放送対象地域内にありながら、未開局となっていた放送局は以下のとおり。
- TVhテレビ北海道北見テレビジョン中継放送局
  - アナログ：57ch 映像出力500W・音声出力125W（チャンネルは割り当てられたが、開局せず）
- FM NORTH WAVE（NORTH WAVE）北見超短波中継放送局（FMラジオ放送の中継局の周波数は開局申請がなされた時点で選定）

### 放送エリア
- この中継局は網走送信所が受信しにくい地域向けのために設置されたものであるため、原則として北見市中心部・北見市端野地区の全域と北見市留辺蘂地区・訓子府町の一部地域である。北見市内には北見若葉中継局、旧常呂町地区の常呂中継局、旧留辺蘂町地区の留辺蘂中継局も設置されているが、2012年度には新たに北見仁頃中継局がデジタル難視聴対策の中継局として設置される予定である。余談だが、2012年度にはこれらの4中継局も北見中継局と同様、TVhが見られるよう整備された。[9]。
- FMラジオは前述の地域に加え、置戸町、美幌町、大空町女満別（FMオホーツクは網走市、大空町東藻琴中南部を含む）の一部地域でも受信可能である（テレビ放送も受信できるが、美幌町と大空町は網走送信所で充分カバーできている）。ただ、FMオホーツクはNHK-FM・AIR-G'の中継局がある緑ヶ丘とはエリアが異なり、電界強度の強い地域は北見市の約83%の世帯と訓子府町の一部にとどまる。AIR-G'網走局（83.1MHz）を受信できる地域では混信する場合もある。

### その他
- アナログテレビジョン放送については、音声多重放送非実施（NHK北見放送局は実施）。なお、字幕放送・アナログデータ放送は利用できたが、特殊な機器でないと楽しめなかった。
- デジタルテレビジョン放送では、データ放送・字幕放送のほか、民放アナログでは実現できなかった音声多重放送も楽しめる。

### 放送局として
- NHK北見放送局
- 北海道放送
- 札幌テレビ放送
- 北海道テレビ放送
- テレビ北海道
- 北海道文化放送
- エフエム北海道
- FM NORTH WAVE
- FMオホーツク

### 中継局として
- 北見若葉テレビ中継局
- 留辺蘂テレビ中継局
- 常呂テレビ中継局
- 訓子府中継局
- 置戸中継局